# Marta Walczykiewicz
Marta Anna Walczykiewicz (1er août 1987 à Kalisz) est une kayakiste polonaise pratiquant la course en ligne.

## Palmarès

### Jeux olympiques
- 2012 à Londres, (Royaume-Uni)
  - Qualifiée en K-4 500 m

### Championnats du monde
- 2009 à Dartmouth,  Canada
  -  Médaille d'argent en K-1 200 m

- 2007 à Duisbourg,  Allemagne
  -  Médaille de bronze en K-2 200 m

### Championnats d'Europe de canoë-kayak course en ligne
- Championnats d'Europe 2010 à Trasona  Espagne
  -  Médaille d'argent en K-1 200 m
  -  Médaille de bronze en K-2 500 m

- Championnats d'Europe 2008 à Milan  Italie
  -  Médaille d'argent en K2 K-2 200 m
  -  Médaille d'argent en K-2 1000 m